# Bauchhärlinge

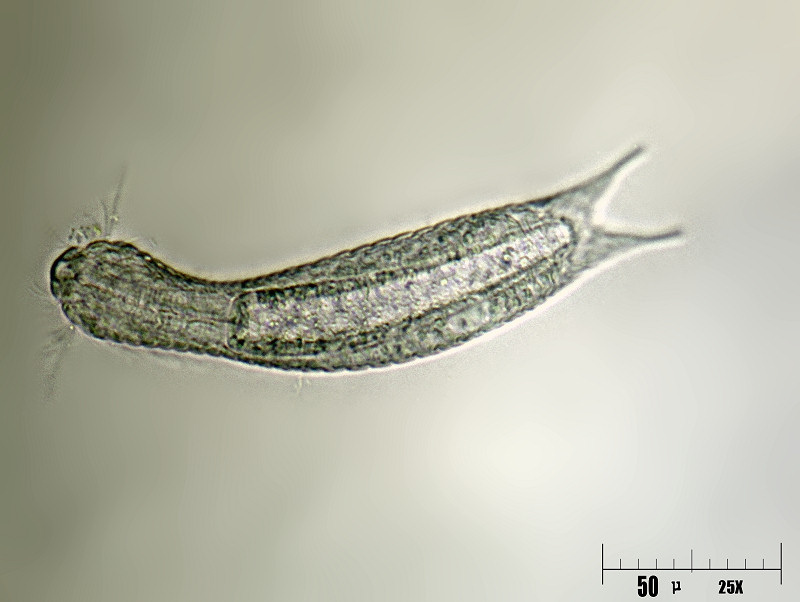
Lepidodermella squamatum

Die Bauchhärlinge oder Flaschentierchen (Gastrotricha, von altgr. γαστήρ, gaster – Magen und θρίξ, (Gen.) τριχός, thrix, trichós – Haar) sind 0,06 bis 1,5 mm lange vielzellige Bewohner von Süßgewässern und Meeren. 

## Merkmale

### Äußeres Erscheinungsbild
In ihrem Erscheinungsbild ähneln sie den Ciliaten (Wimpertieren, wie z. B. dem Pantoffeltierchen). Der Körperbau ist im Allgemeinen länglich mit einer je nach Art unterschiedlich ausgeprägten Verdickung, die, ausgehend von Kopf, etwa auf halber Körperhöhe beginnt, und dem Tier so seine flaschenähnliche Form gibt. Charakteristisch ist das Paar von stachelförmigen Zehenfortsätzen am hinteren Körperende, welche mit ihren Klebedrüsen der Anhaftung an eine Unterlage dienen. Die flache Bauchseite ist besetzt mit Zilien, mit denen sich die Tiere gleitend über den Untergrund bewegen können. Auch am Kopf befinden sich in der Regel vier Cilien-Büschel, die es dem Bauchhärling neben ihrer unterstützenden Funktion bei der Nahrungsaufnahme erlauben, für kurze Zeit frei im Wasser zu schwimmen. Die Körperoberfläche wird durch ein Synzytium, also die Verschmelzung vieler Zellen zu einer mehrkernigen „Großzelle“, und die davon abgeschiedene Kutikula, gebildet. Die in Platten angeordnete, teilweise mit Stacheln und anderen Ausbuchtungen versehene Kutikula bietet Stabilität, schränkt die Bewegungsfreiheit aufgrund ihrer Fugen jedoch kaum ein und bedeckt, einzigartig im Tierreich – auch die Zilien.

### Verdauungs- und Ausscheidungsorgane
Ähnlich den Nematoden nehmen die Bauchhärlinge ihre Nahrung, bestehend aus Algen, Bakterien, kleinen Protozoen und Detritus auf, indem sie mit ihrem als Saugpumpe funktionierenden Pharynx (Schlund) einen Unterdruck erzeugen, der die Beute in die Mundöffnung einströmen lässt. Zu diesem Zweck ist der Pharynx, neben einigen Zellen, die Verdauungssekrete abgeben, primär aus radiär verlaufenden Muskelfasern aufgebaut. Dadurch kann die Lumenweite verändert werden, was zur Erzeugung der Druckunterschiede führt. Neben den in der Wand eingelagerten Verdauungsdrüsen münden in den Pharynx zudem noch die Ausführungsgänge der paarig angelegten Speicheldrüsen. Der sich dem Pharynx anschließende Darm verläuft in gerader Richtung bis zum After. Als Ausscheidungsorgane dienen, neben dem Darmausgang, die je nach Art ein- oder mehrpaarig angelegte Protonephridien, deren Ausführungsgänge etwa in der Körpermitte enden.

### Bewegungsapparat
Der aktive Bewegungsapparat ist ausschließlich aus longitudinalen Muskelzügen aufgebaut. Die Verteilung ist dabei artübergreifend sehr konstant. Eine ventrale Gruppe, bestehend aus einem in eigentlichen Sinne ventralen Muskelzug und einem auf jeder Körperseite angelegten Strang, zieht sich über die gesamte Körperlänge. Dem gegenüber steht eine, in ihrer Längenausdehnung etwas kürzere, dorsale Gruppe, die je nach Art aus zwei bis drei Paaren von Muskelzügen besteht. Da die Bauchhärlinge kein Skelett und Muskelhilfseinrichtungen wie Sehnen besitzen, resultiert die einzige, der aktiven Verkürzung im Längsrichtung durch die Muskeln entgegenwirkende Kraft, aus dem Druck der Flüssigkeit im Körperinneren. 

### Nervensystem
Das Gehirn ist in Höhe des Pharynx angelegt und liegt diesem auf. Mit seiner relativ großen Ausdehnung füllt es einen bedeutenden Anteil des Kopfes aus. Ihm entspringt ein paariger Nervenstrang, der beidseitig zur Peripherie verläuft.

## Fortpflanzung und Lebenszyklus
Die Fortpflanzung der Bauchhärlinge erfolgt artabhängig entweder über den Weg der Parthenogenese (Jungfernzeugung) oder aber geschlechtlich. Bei den Macrodasyida liegt stets Zweigeschlechtlichkeit vor, während die Chaetonoidea Hermaphroditen sind, also sowohl männliche als auch weibliche Gonaden besitzen und auch häufig Parthenogenese vorkommt. Die genaue Deutung der Geschlechtsorgane ist dabei oft schwierig. Die Paarung wurde nur bei einigen Arten beobachtet, Spermien werden entweder in den Partner injiziert oder außen angeheftet.
Sie können nur eine geringe Anzahl an reifen Eiern gleichzeitig bereitstellen, da diese sehr groß und dotterreich sind. Über die neben den After mündenden Eileiter werden sie einzeln abgelegt. Die Embryonalentwicklung verläuft sehr schnell, sodass die Jungtiere schon etwa zwei Tage nach der Eiablage schlüpfen. Ein Larvenstadium existiert nicht, und auch die Zellzahl verändert sich vom Schlüpfen an, außer bei der Heilung von Verletzungen, nicht mehr. Jedoch nimmt die Zellgröße in der Entwicklung zum adulten Tier zu. Dieser Prozess ist nach ungefähr zwei Tagen abgeschlossen und die Tiere sind fortpflanzungsfähig. Die Lebensdauer variiert je nach Art zwischen 3 und 21 Tagen. Im Labor konnte auch eine Lebensdauer von bis zu 40 Tagen beobachtet werden. Neben den normalen Eiern (Subitaneier), können die Bauchhärlinge zudem Dauereier ablegen, um so den Weiterbestand der Population über längere Trocken- und Kälteperioden sicherstellen zu können.

## Verbreitung
Die Bauchhärlinge sind weltweit verbreitet. Sie leben auf dem Boden der Gewässer und sind dort Teil der Meiofauna. Meist sind sie im Lückensystem zwischen den Sand- und Schlammpartikeln des Benthals zu finden, sowohl im Süßwasser als auch im Mesopsammon der marinen Sedimente. Fallweise bewohnen sie auch die Oberfläche von Wasserpflanzen oder anderen Objekten unter dem Wasserspiegel. Manche Arten leben auch an Land in feuchtem Laub. Austrocknung können sie im Ei überleben, einige Arten können bei ungünstigen Bedingungen auch Dauerstadien in Form von Zysten bilden.
In marinen Sedimenten wurden bis zu 364 Bauchhärlinge auf zehn Quadratzentimetern Bodenfläche gefunden. Damit bilden sie neben den Fadenwürmern (Nematoda) und Ruderfußkrebsen (Copepoda) eine der individuenreichen Tiergruppen in diesem Lebensraum. Im Süßwasser erreichen sie eine Dichte von bis zu 158 Individuen pro zehn Quadratzentimetern. In verschiedenen Flüssen Deutschlands wurden je nach Zustand des Gewässers 7 bis 23 verschiedene Arten von Bauchhärlingen gefunden. Eine noch größere Artenvielfalt findet man in stehenden Gewässern, wo bis zu 45 Arten wie beispielsweise im Großenmoor in Hessen beobachtet wurden. In Kanada, wo es große, naturbelassene Feuchtgebiete gibt, kann diese Artenzahl bis zu 64 betragen. Viele Arten sind wegen ihrer Kleinheit und durch die Tatsache, dass sie saisonal oft nur während einer kurzen Zeitspanne auftreten, noch unbeschrieben.

## Systematische Einordnung
Die phylogenetische Einordnung der Bauchhärlinge ist unklar. Aufgrund ihrer Morphologie scheinen sie mit den Rotiferen (Rädertierchen) oder Nematoden (Fadenwürmer) verwandt zu sein. Neuere genetische Studien liefern jedoch Hinweise auf eine Verwandtschaft mit den Plattwürmern (Plathelminthes). Diese könnten ihre Schwestergruppe sein. Die früher verbreitete Annahme, die Bauchhärlinge hätten eine Leibeshöhle (Coelom), ist mittlerweile widerlegt. Es handelte sich bei diesen Beobachtungen um Präparationsartefakte, die im Zusammenhang mit dem sehr lockeren Bindegewebsnetz im Körperinneren entstanden sind. Nach heutigen Erkenntnissen handelt es sich bei den Gastrotricha also um Acoelomaten. Es sind etwa 830 einzelne Arten in zwei Gruppen bekannt:
- Die Macrodasyida leben marin, sind zweigeschlechtlich, haben einen umgekehrt Y-förmigen Pharynx mit einem Paar Pharyngealporen und zahlreiche Kleberöhren lateral am Körper.
- Die Chaetonotida sind marin, im Süßwasser oder terrestrisch zu finden. Sie  sind zweigeschlechtlich wie die Neodasys-Arten und die marine Familie der Xenotrichulidae oder zwittrig. Die terrestrischen Arten pflanzen sich rein parthenogenetisch fort. Ihr Pharynx ist Y-förmig ohne Poren und nur ein Paar Klebröhren und sitzt hinten am flaschenförmigen Körper.